# Jogos Mundiais Nômades

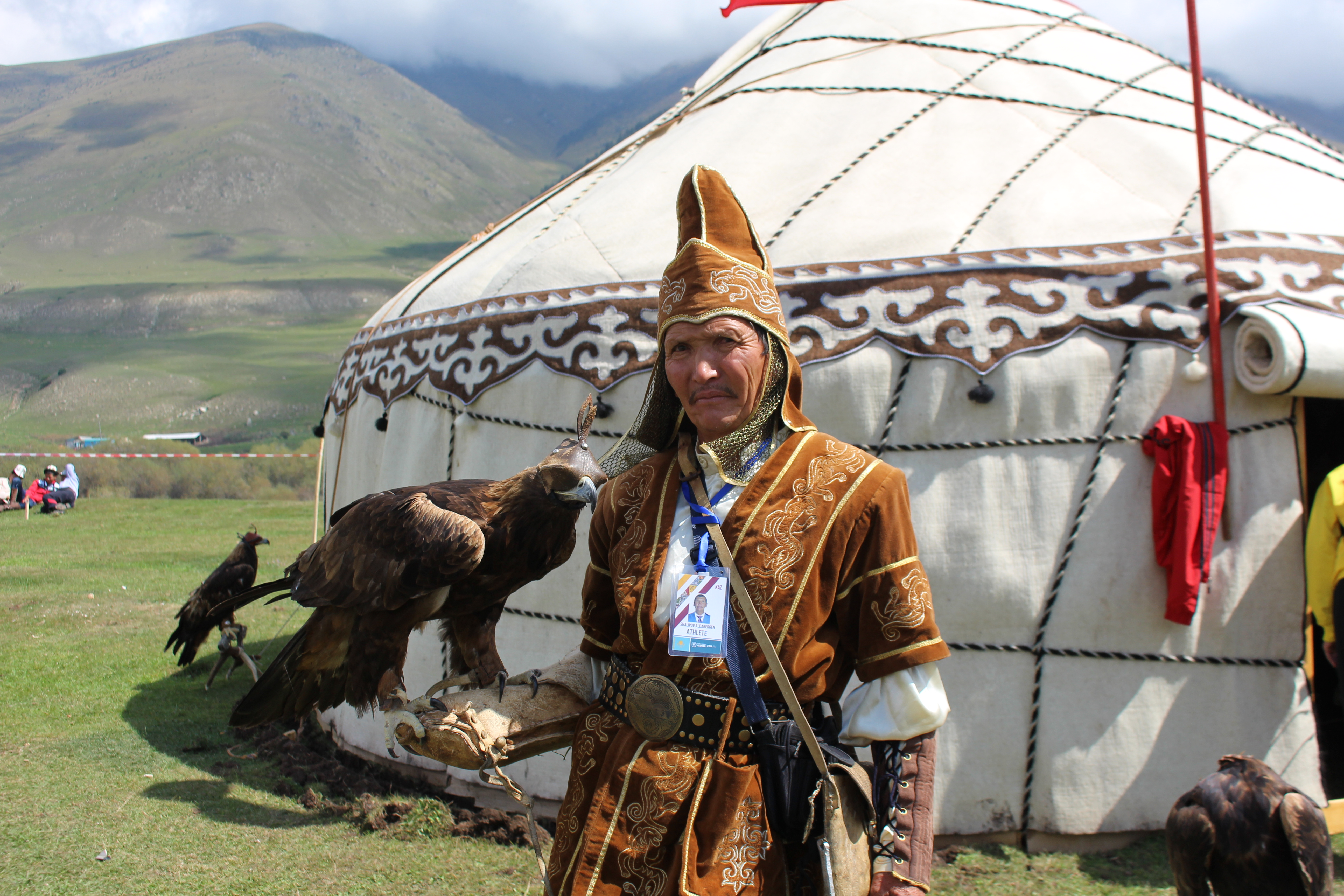
Atleta e falcão dos Jogos Mundiais Nómadas.

Almazbek Atambaiev levou pessoalmente a equipa nacional do Quirguistão aos primeiros Jogos Mundiais Nómadas em 2014 e 2016, a fim de popularizar o evento.

Os Jogos Mundiais Nômades (português brasileiro) ou Jogos Mundiais Nómades (português europeu) são uma competição internacional de desportos étnicos praticados na Ásia Central. Os desportos baseiam-se nas tradições destes povos, as duas primeiras competições 2014 e 2016 foram realizadas em Cholpon-Ata, no Quirquistão. Os quartos jogos tiveram lugar em Iznik, na Turquia, entre 29 de setembro e 2 de outubro de 2022. Mais de 3 000 atletas de 102 países participaram nos eventos. A 5.ª edição do evento teve lugar em Astana, no Cazaquistão, de 8 a 13 de setembro de 2024.

## Lançamento dos jogos em 2014
A pessoa que lançou e apoiou os Jogos Mundiais Nómadas em 2014 ao mais alto nível estatal foi o Presidente do Quirguizistão, Almazbek Atambayev, quem apoiou os jogos com o objetivo de preservar e popularizar as tradições nómadas da Ásia Central.
Os Jogos Mundiais Nómadas tornaram-se uma plataforma para demonstrar o património cultural, as competências desportivas e os desportos tradicionais das nações nómadas, promovendo o reforço dos laços culturais e a compreensão mútua entre os povos de diferentes países.
Atambayev liderou pessoalmente a equipa nacional do Quirguistão na cerimónia de abertura dos primeiros Jogos Mundiais Nómadas, em 2014 e 2016, a fim de popularizar o evento.

## Desportos e disciplinas
- Alysh, um tipo de luta de Belt-and-jacket,
- Salburun um esporte misto entre Falcoaria, tiro com arco montado e caça assistida Taigan,
- Shagai,
- Corridas de cavalos
- Er enish,
- Toguz korgool,
- Kourach,
- Kok-boru, um esporte igual Buzkashi, onde ginetes lutam por carcaça.

## Edições
| Número | Ano  | País anfitrião | Cidade anfitriã | Desportos |
| ------ | ---- | -------------- | --------------- | --------- |
| 1      | 2014 | Quirguistão    | Cholpon-Ata     | 10 + 4    |
| 2      | 2016 | Quirguistão    | Cholpon-Ata     | 23        |
| 3      | 2018 | Quirguistão    | Cholpon-Ata     | 37        |
| 4      | 2022 | Turquia        | Iznik           | 12 + 11   |
| 5      | 2024 | Cazaquistão    | Astana          | 20        |
| 6      | 2026 | Quirguistão    | TBD             | TBD       |